# فيتسوم أليمو
فيتسوم أليمو فيكير (بالأمهرية: ፍፁም አለሙ)‏ (من مواليد 15 يوليو 1995) هو لاعب كرة قدم إثيوبي محترف يلعب كلاعب خط وسط مهاجم للنادي الإثيوبي بحر دار كينيما، والمنتخب الإثيوبي.